# Luis Javier Rodríguez Moroy
Luis Javier Rodríguez Moroy (Logronyo, 1944) és un advocat i polític riojà. Treballà com advocat i durant la transició democràtica espanyola fou un dels caps del Partit Social Demòcrata a la Rioja, fins que es va integrar en la UCD el 1976. Fou elegit diputat per la UCD per Logronyo a les eleccions generals espanyoles de 1979. Durant aquesta legislatura participà en la negociació de l'Estatut d'Autonomia de La Rioja, i fou escollit president del govern preautonòmic. A les eleccions generals espanyoles de 1982 no fou escollit, i quan l'UCD es va enfonsar, fou un dels promotors del Partido Riojano Progresista, després Partido Riojano, amb el qual fou elegit diputat al Parlament de La Rioja el 1983.